# Monti Havre
I monti Havre sono una vasto gruppo montuoso situato all'estremità nord-occidentale dell'isola Alessandro I, al largo della costa della Terra di Palmer, in Antartide. La formazione si estende in direzione est-ovest per circa 34 km, da capo Vostok, a ovest, al Russian Gap, a est, mentre a sud è delimitata dal ghiacciaio Palestrina.
La formazione è percorsa in direzione nord-sud da tre ampi ghiacciai - da ovest a est: il Coulter, il Wubbold e il Foreman - mentre la vetta più alta è quella del monte Newman, che arriva a 1199 m s.l.m.

## Storia
I monti Havre furono avvistati per la prima volta nel 1821 da una spedizione di ricerca russa comandata da Fabian Gottlieb von Bellingshausen. Una seconda ricognizione della formazione fu fatta durante la spedizione belga in Antartide svoltasi dal 1897 al 1899 e comandata da Adrien de Gerlache, ma la prima mappatura, per quanto grossolana, delle montagne, fu effettuata solo durante la seconda spedizione in Antartide comandata da Jean-Baptiste Charcot, che ebbe luogo dal 1908 al 1910. Charcot battezzò quindi il gruppo montuoso con il suo attuale nome in onore della città di Le Havre, dal cui porto egli era salpato con la nave Pourquoi Pas alla volta dell'Antartide nel 1908. Le montagne furono quindi mappate dettagliatamente nel 1960 da D. Searle, cartografo del British Antarctic Survey (al tempo ancora chiamato "Falkland Islands Dependencies Survey", FIDS), sulla base di fotografie aeree scattate durante la spedizione antartica di ricerca comandata da Finn Rønne, svoltasi nel 1947-48.